# Travis Ishikawa
Travis Takashi Ishikawa (en japonais : 石川 隆 Ishikawa Takashi), né le 24 septembre 1983 à Seattle, Washington, États-Unis, est un ancien joueur de premier but et voltigeur de la Ligue majeure de baseball.
Membre des Giants de San Francisco lors de leurs conquêtes des Séries mondiales de 2010 et 2014, il met fin à la Série de championnat 2014 de la Ligue nationale avec un circuit de 3 points contre les Cardinals de Saint-Louis.

## Carrière

### Saisons 2006 à 2011: Giants de San Francisco
Repêché en 22e ronde par les Giants de San Francisco en 2002, Travis Ishikawa dispute son premier match dans le baseball majeur le 18 avril 2006 face aux Diamondbacks de l'Arizona. Après une douzaine de matchs avec le club, il est rétrogradé aux mineures, où il passe la saison 2007. En 2008, il participe à quelques matchs des Giants, puis obtient au début de la saison régulière 2009 le poste de joueur de premier but régulier de l'équipe.
Le 25 mai 2009 à San Francisco, Ishikawa connaît son premier match de 4 coups sûrs en carrière dans une victoire de 8-2 des Giants sur les Braves d'Atlanta. Il dispute 120 matchs des Giants en 2009 et maintient une moyenne au bâton de ,261 avec des records personnels de 85 coups sûrs, 9 coups de circuit et 39 points produits.
En 2010, il frappe pour ,266 en 116 matchs avec 3 circuits et 22 points produits. Relégué à un rôle de réserviste en éliminatoires, il fait compter un point avec un double comme frappeur suppléant dans le premier match de la Série mondiale 2010, que les Giants remportent sur les Rangers du Texas.
Il passe toute la saison 2011 en ligues mineures avec les Grizzlies de Fresno, le club-école des Giants.

### Saisons 2011 à 2014

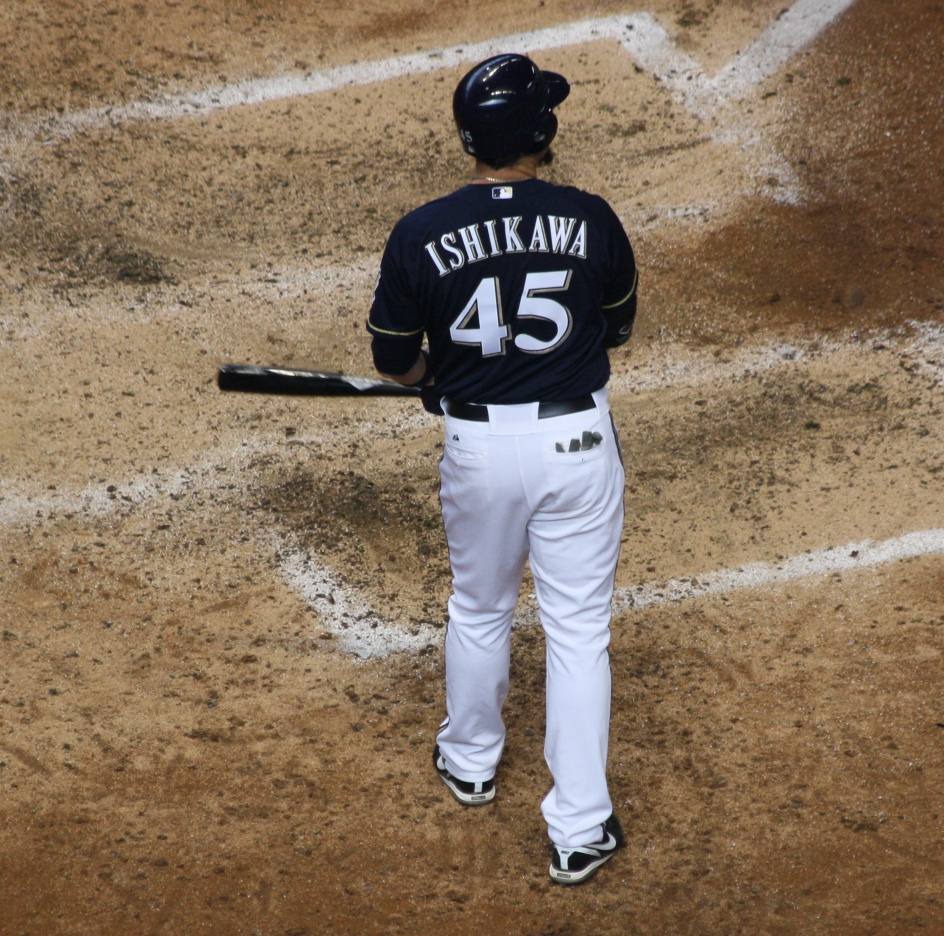
Travis Ishikawa en avril 2012 avec les Brewers de Milwaukee.

Le 12 décembre 2011, Ishikawa signe une entente des ligues mineures avec les Brewers de Milwaukee et reçoit une invitation à leur camp d'entraînement de 2012. Il dispute 94 parties des Brewers en 2012, frappe 4 circuits, produit 30 points et affiche une moyenne au bâton de ,257.
Il rejoint les Orioles de Baltimore le 19 décembre 2012. Il ne joue que 6 matchs pour les Orioles en 2013, avant de passer aux Yankees de New York via le ballottage le 7 juillet. Après un seul match avec les Yankees, il est libéré le 13 juillet et signe cinq jours plus tard un contrat des ligues mineures avec les White Sox de Chicago, pour qui il ne jouera finalement pas.
En 2014, Ishikawa évolue brièvement avec les Pirates de Pittsburgh. Déçus de ses performances, les Pirates le libèrent après seulement 15 matchs.

### Retour chez les Giants de San Francisco
Le 25 avril 2014, il signe un contrat des ligues mineures avec son premier club, les Giants de San Francisco. En 62 matchs au total en 2014, Ishikawa frappe pour ,252 avec 3 circuits et 18 points produits.
Ishikawa dispute 8 matchs au champ gauche pour les Giants en fin de saison 2014, et amorce les séries éliminatoires à cette position, nouvelle pour lui, en remplacement de Michael Morse, blessé. Dans le 5e match de la Série de championnat de la Ligue nationale le 17 octobre 2014, Ishikawa, qui ne compte que 22 circuits en 7 ans de carrière, en réussit un de 3 points en fin de 9e manche face au lanceur Michael Wacha des Cardinals de Saint-Louis, donnant aux Giants une victoire de 6-3 et les qualifiant pour la Série mondiale 2014. Plus tôt dans la rencontre, Ishikawa avait mal jugé une balle frappée au champ gauche par Jon Jay, qui avait produit le premier point des Cardinals. Le circuit d'Ishikawa pour donner le championnat de la Ligue nationale aux Giants est comparé au Shot Heard 'Round the World, le circuit de Bobby Thomson qui avait donné aux Giants de New York le titre de la Nationale en 1951.
Blessé en début de saison 2015, il ne dispute que 6 matchs des Giants.

### Retour à Pittsburgh
Ishikawa retourne chez les Pirates de Pittsburgh lorsque ceux-ci le réclament au ballottage le 5 juillet 2015. Il complète sa saison avec une moyenne au bâton de ,206 en 44 matchs joués pour San Francisco et Pittsburgh.

### Après-carrière
Le 6 février 2016, il signe un contrat des ligues mineures avec les White Sox de Chicago mais ne revient pas dans les majeures.
En décembre 2017, il est nommé pour 2018 instructeur des frappeurs du club mineur des Giants de San Francisco dans la Ligue de l'Arizona.